# نیگو
نیگو یک روستا در استان خراسان جنوبی ایران است که در شهرستان بشرویه واقع شده‌است. نیگو ۴۰ نفر جمعیت دارد.